# Селігерія зігнутоніжкова
Селігерія зігнутоніжкова (Seligeria campylopoda) — вид мохів порядку гріміальних (Grimmiales).

## Поширення
Батьківщиною є Європа, Північна Америка, Азія.
Населяє вапняні субстрати.

## Характеристика
Рослини дрібні, оливково-зелені. Листки ланцетно-язичкові, поступово звужені, від тупих до широкогострих; поля цілі. Коробочкові ніжки 1.6–3 мм, зігнуті до 30-90° у дистальній частині, особливо коли вони сухі. Коробочка від яйцювато-довгастої до яйцеподібно-циліндричної, довша за широку. Спори 10–12 мкм.